# Équipe du Salvador féminine de football
Cet article traite de l'équipe féminine. Pour l'équipe masculine, voir Équipe du Salvador de football.
Maillots
L'équipe du Salvador féminine de football est l'équipe nationale qui représente le Salvador dans les compétitions internationales de football féminin. Elle est gérée par la Fédération du Salvador de football.
Les Salvadoriennes n'ont jamais disputé une phase finale d'une compétition majeure de football féminin, que ce soit le Championnat féminin de la CONCACAF, la Coupe du monde ou les Jeux olympiques.

## Classement FIFA
| Année               | 2003 | 2004 | 2005 | 2006 | 2007 | 2008 | 2009 | 2010 | 2011 | 2012 | 2013 | 2014 | 2015 | 2016 | 2017 | 2018 |
| ------------------- | ---- | ---- | ---- | ---- | ---- | ---- | ---- | ---- | ---- | ---- | ---- | ---- | ---- | ---- | ---- | ---- |
| Classement mondial  | 92   | 97   | 97   | 110  | 107  | 101  | 92   | 106  | 102  | 96   | 86   | 98   | 103  | 92   | 84   | 102  |
| Classement Concacaf | 14   | 13   | 13   | 16   | 13   | 12   |      | 13   | 11   | 10   | 9    | 12   | 12   | 10   | 6    |      |